# Enhydrusina
Enhydrusina – podplemię chrząszczy z rodziny krętakowatych i plemienia Enhydrini.
Cechą wyróżniającą Enhydrusina od należących do tego samego plemienia Dineutina jest obecność zewnętrznie widocznej tarczki. Cecha ta uważana jest jednak za plezjomorficzną przez co monofiletyzm tego podplemienia nie jest pewny.
Takson wyróżniony został przez Georga H. A. Ochsa jako plemię. Praca Boucharda i innych z 2011 roku traktuje go jako podplemię plemienia Enhydrini. Należą tu 3 rodzaje:
- Macrogyrus Régimbart, 1882
- Andogyrus Ochs, 1924
- Enhydrus Laporte, 1834